# Vilarinho de Samardã
Vilarinho de Samardã é uma povoação portuguesa do Município de Vila Real, situada na margem direita do Rio Corgo e na vertente nascente da Serra do Alvão. Foi sede da extinta Freguesia de Vilarinho de Samardã, freguesia que tinha 21,71 km² de área e 740 habitantes (2011). 
A Freguesia de Vilarinho de Samardã foi extinta (agregada) pela reorganização administrativa de 2012/2013, tendo o seu território sido integrado na então criada União das Freguesias de Adoufe e Vilarinho de Samardã.
Além da sede, a Freguesia de Vilarinho de Samardã incluía no seu território os seguintes lugares: Benagouro, Covelo (aldeia partilhada com a freguesia de Telões, do vizinho concelho de Vila Pouca de Aguiar) e Samardã.
Aqui, de 1839 a 1841, residiu Camilo Castelo Branco com sua irmã Carolina Rita Botelho Castelo Branco.
Foi o berço de vários ilustres transmontanos como o professor Mário Augusto do Quinteiro Vilela, aqui nascido a 2 de Janeiro de 1934 e seu irmão Nelson Vilela, nascido em 1933.

## População
| População da freguesia de Vilarinho de Samardã (1801–2011) | População da freguesia de Vilarinho de Samardã (1801–2011) | População da freguesia de Vilarinho de Samardã (1801–2011) | População da freguesia de Vilarinho de Samardã (1801–2011) | População da freguesia de Vilarinho de Samardã (1801–2011) | População da freguesia de Vilarinho de Samardã (1801–2011) | População da freguesia de Vilarinho de Samardã (1801–2011) | População da freguesia de Vilarinho de Samardã (1801–2011) | População da freguesia de Vilarinho de Samardã (1801–2011) | População da freguesia de Vilarinho de Samardã (1801–2011) | População da freguesia de Vilarinho de Samardã (1801–2011) | População da freguesia de Vilarinho de Samardã (1801–2011) | População da freguesia de Vilarinho de Samardã (1801–2011) | População da freguesia de Vilarinho de Samardã (1801–2011) | População da freguesia de Vilarinho de Samardã (1801–2011) | População da freguesia de Vilarinho de Samardã (1801–2011) | População da freguesia de Vilarinho de Samardã (1801–2011) |
| 1801                                                       | 1849                                                       | 1864                                                       | 1878                                                       | 1890                                                       | 1900                                                       | 1911                                                       | 1920                                                       | 1930                                                       | 1940                                                       | 1950                                                       | 1960                                                       | 1970                                                       | 1981                                                       | 1991                                                       | 2001                                                       | 2011                                                       |
| ---------------------------------------------------------- | ---------------------------------------------------------- | ---------------------------------------------------------- | ---------------------------------------------------------- | ---------------------------------------------------------- | ---------------------------------------------------------- | ---------------------------------------------------------- | ---------------------------------------------------------- | ---------------------------------------------------------- | ---------------------------------------------------------- | ---------------------------------------------------------- | ---------------------------------------------------------- | ---------------------------------------------------------- | ---------------------------------------------------------- | ---------------------------------------------------------- | ---------------------------------------------------------- | ---------------------------------------------------------- |
| 635                                                        | 732                                                        | 969                                                        | 904                                                        | 889                                                        | 954                                                        | 990                                                        | 917                                                        | 916                                                        | 973                                                        | 942                                                        | 1 035                                                      | 863                                                        | 847                                                        | 920                                                        | 807                                                        | 740                                                        |

| Distribuição da População por Grupos Etários em 2001 e 2011 | Distribuição da População por Grupos Etários em 2001 e 2011 | Distribuição da População por Grupos Etários em 2001 e 2011 | Distribuição da População por Grupos Etários em 2001 e 2011 | Distribuição da População por Grupos Etários em 2001 e 2011 | Distribuição da População por Grupos Etários em 2001 e 2011 | Distribuição da População por Grupos Etários em 2001 e 2011 | Distribuição da População por Grupos Etários em 2001 e 2011 | Distribuição da População por Grupos Etários em 2001 e 2011 | Distribuição da População por Grupos Etários em 2001 e 2011 |
| ----------------------------------------------------------- | ----------------------------------------------------------- | ----------------------------------------------------------- | ----------------------------------------------------------- | ----------------------------------------------------------- | ----------------------------------------------------------- | ----------------------------------------------------------- | ----------------------------------------------------------- | ----------------------------------------------------------- | ----------------------------------------------------------- |
| Idade                                                       | 0-14                                                        | 15-24                                                       | 25-64                                                       | > 65                                                        |                                                             | 0-14                                                        | 15-24                                                       | 25-64                                                       | > 65                                                        |
| 2001                                                        | 148                                                         | 135                                                         | 381                                                         | 143                                                         |                                                             | 18,3%                                                       | 16,7%                                                       | 47,2%                                                       | 17,7%                                                       |
| 2011                                                        | 115                                                         | 87                                                          | 406                                                         | 132                                                         |                                                             | 15,5%                                                       | 11,8%                                                       | 54,9%                                                       | 17,8%                                                       |

## História
As Inquirições de 1220 de Santa Maria de Adoufe citam a existência deste Vilarinho. Mais tarde teriam existido no território desta freguesia dois pequenos concelhos (termos) durante os séculos XIII e XIV: Antela (foral de 1255) e Codeçais (foral de Setembro de 1257).
Como paróquia, Vilarinho de Samardã é posterior ao século XIV. Em 1530 os três principais lugares desta antiga freguesia (Benagouro, Samardã e Vilarinho «d’Arufe») ainda são incluídos na freguesia de Adoufe, mas em 1721 (Relação de Vila Real e seu Termo) já Vilarinho de Samardã surge como freguesia autónoma.
Na sequência da reorganização administrativa ditada pela Lei n.º 22/2012, o seu território foi anexado ao da vizinha freguesia de Adoufe, na prática reconstruindo aproximadamente o território daquela antiga freguesia, conforme ele seria pelo século XVI. No entanto, passando o conjunto a designar-se oficialmente União das Freguesias de Adoufe e Vilarinho de Samardã, "Adoufe" e "Vilarinho da Samardã" foram de facto extintas enquanto designações oficiais de freguesia.